# Египет на летних Олимпийских играх 1952
Египет принимал участие в Летних Олимпийских играх 1952 года в Хельсинки (Финляндия) в седьмой раз за свою историю, и завоевал одну бронзовую медали.

## 03!Бронза
- Греко-римская борьба, мужчины — Абдель Ааль Рашид.

## Результаты соревнований

### Академическая гребля
Соревнования в академической гребле на Играх 1952 года проходили с 20 по 23 июля. В следующий раунд из каждого заезда проходили несколько лучших экипажей (в зависимости от дисциплины). Впервые с 1928 года для проигравших в полуфинале спортсменов был введён ещё один отборочный заезд. В финал A выходили 5 сильнейших экипажей.
Мужчины
| Соревнование | Спортсмены        | Предварительный заезд | Предварительный заезд | Предварительный заезд | 1-й отборочный заезд | 1-й отборочный заезд | 1-й отборочный заезд | Полуфинал            | Полуфинал            | Полуфинал            | 2-й отборочный заезд | 2-й отборочный заезд | 2-й отборочный заезд | Финал                | Финал                |
| Соревнование | Спортсмены        | Заезд                 | Время                 | Место                 | Заезд                | Время                | Место                | Заезд                | Время                | Место                | Заезд                | Время                | Место                | Время                | Место                |
| ------------ | ----------------- | --------------------- | --------------------- | --------------------- | -------------------- | -------------------- | -------------------- | -------------------- | -------------------- | -------------------- | -------------------- | -------------------- | -------------------- | -------------------- | -------------------- |
| одиночки     | Хуссейн Эль-Альфи | 3                     | 8:33,5                | 4                     | 1                    | 8:07,1               | 3                    | завершил выступление | завершил выступление | завершил выступление | завершил выступление | завершил выступление | завершил выступление | завершил выступление | завершил выступление |